# Ogród Zoologiczny Yadanabon
Ogród Zoologiczny Yadanabon (birm. ရတနာပုံ တိရိစ္ဆာန် ဥယျာဉ် /jədənàbòʊɴ təɹeɪʔsʰàɴ ʔṵjɪ̀ɴ/) – ogród zoologiczny w Mandalaj w Mjanmie. Zoo posiada prawie 300 zwierząt, w tym tygrysy, lamparty oraz słonie, i odgrywa główną rolę w programie zachowania zagrożonego wyginięciem gatunku birmańskiego żółwia rzecznego (Batagur trivittata).

## Historia
Zlokalizowane u stóp wzgórza Mandalaj zoo zostało założone w 1989 r., a otwarte 8 kwietnia 1989 r. W roku 2003 zostało ono unowocześnione kosztem 500 milionów kyatów. Częścią programu modernizacji było wybudowanie pomieszczenia wraz z dużym stawem dla B. trivittata z wykorzystaniem funduszy przekazanych przez BTG Studios z Sydney oraz Allwetterzoo Münster z Niemiec.

## Birmański żółw rzecznyBatagur trivittata
Zoo Yadanabon jest znane z odegrania znaczącej roli w zakończonym sukcesem programie zachowania birmańskiego żółwia rzecznego (Batagur trivittata) prowadzonego we współpracy z organizacją Turtle Survival Alliance. Kilkaset osobników gatunku, zagrożonego wyginięciem aż do roku 2002 i ciągle bardzo rzadko spotykanego w naturze, hodowanych jest obecnie na terenie zoo oraz w centrum zachowania żółwi w Lawkananda Park w Paganie. Ogród Zoologiczny Yadanabon uczestniczy również w programie hodowli krytycznie zagrożonego wyginięciem żółwia birmańskiego (Geochelone platynota).